# Mombasa
Mombasa és la segona ciutat més gran de Kenya. És la capital de la província Costanera, i dels districte del mateix nom, i té un port important i un aeroport internacional (Aeroport Internacional Moi). La ciutat és el centre de la indústria turística costanera. El nom originari de la ciutat era Manbasa (en àrab). En suahili s'anomena Kisiwa Cha Mvita (escurçat Mvita) i significa "l'illa de la guerra", degut als constants canvis de propietari que tingué la ciutat.
És en una illa de 5 x 5 km aproximadament. Una tradició suahili diu que el nom mvita deriva de fita (forat) bé per la posició geogràfica que deix l'illa com si estès rodejada de terres excepte al sud-est, o perquè els habitants es van amagar a forats durant un atac de Pate. La ciutat està situada a l'extrem oriental de l'illa. És fi de trajecte del ferrocarril d'Uganda, i únic port modern d'aigües fondes del país. La ciutat té al voltant de 900.000 habitants actualment (en l'últim cens oficial, l'any 1999, en tenia 665.018, i al cens de 1978 en tenia 246.000) molts suahilis, i està situada a l'illa de Mombasa, que està separada del continent africà per dues cales: la cala de Tudor i el port de Kilindini. L'illa està connectada amb el continent pel pont de Nyali (al nord), al sud pel Likoni Balsea i a l'oest per la calçada de Makupa, juntament amb el qual funciona el tren d'Uganda. El port el fa servir Kenya i els països de l'interior, lligant-lo a l'oceà. Hi ha diversos llocs per a visitar a Mombasa, incloent-hi la fortalesa Jesús, construïda pel portuguès, i la vella ciutat, que està en mal estat i és necessari reparar-la però s'hi poden trobar exemples de la vella arquitectura islàmica. Lloc destacats són el vell fortí portuguès (Fort de Jesús), la ciutat vella, i el carrer comercial (Biashara o carrer del Comerç).
Els habitants suahilis estan dividits en dotze tribus (thenashara taifa) algunes d'origen persa o de mercaders del golf Pèrsic; cinc de les mataifa agafen el nom de viles properes, i set d'illes situades més al nord, fins al sud de Somàlia; parlen un dialecte local, el kimvita, amb dos subdialectes de les mataifes de Jomvu i Chamgambe; aquestes tribus formaven al segle xix dos grups, un amb tres (thelata taifa) i l'altre amb nou (tisa taifa) amb un matamin (portaveu) interlocutor amb el llavors representant del govern omanita.

## Història
El Periplus de la mar Eritrea, escrit al segle I per un mercader grec anònim, deixa constància d'estacions de comerç i de matrimonis de mercaders amb dones del país que no podien ser bantus (que no van arribar fins al segle v). però la història tradicional suahili de Pate, afirma que fou fundada el 695 per enviats del califa Abd al-Malik ben Merwan, igual que les ciutats de Pate, Malindi, Zanzíbar, Lamu i Kilwa. Al-Idrisi parla d'una vila on els habitants exploten una mina de ferro i cacen el tigre, però no hi ha mines de ferro a la regió ni tigres a l'Àfrica. Fou residència del rei dels Zunudj; excavacions arqueològiques han trobat ceràmica datada vers 1200 però res anterior a aquesta època.
La ciutat fou visitada per Ibn Battuta el 1331 i hi trobà fruites però no agricultura, perquè els productes agrícoles venien de la costa; diu també que els habitants eren musulmans pietosos de ritu xafiïta i que hi havia mesquites de fusta.
La tradició local diu que primer la ciutat fou governada per una reina de nom Mwana Mkisi, i després per una dinastia shirazi fundada per Shehe Mvita que va donar el seu nom a la ciutat i es va extingir al final del segle xvi amb Shahu Mishan.
Els portuguesos hi van arribar (Vasco de Gama) el 7 d'abril de 1498 però no van desembarcar i van anar a Malindi, enemic tradicional de Mombasa, el sultà de la qual volia l'aliança amb els portuguesos per lluitar contra Mombasa. El 1505 fou conquerida i saquejada per Francisco de Almeida, i el 1528 per Nuno de Cunha. Un informe de Diogo de Alcaçova al rei de Portugal diu que el rei de Quiloa (Kilwa) cobrava a Mombasa drets de duana dels vaixells que havien passat per Kilwa. El 1585 el sultà es va declarar vassall de l'Imperi Otomà després de la visita d'Ali Bey, i el 1588 fou reconquerida i saquejada per Tomás de Sousa Coutinho. Ali Bey va tornar a Mombasa que en aquell moment estava amenaçada pels guerrers zimba procedents del Zambezi (que en el camí havien saquejat tot el que trobaven); mercès als otomans els zimba van anar cap a Malindi on els portuguesos els van aniquilar amb l'ajut d'un altra tribu guerrera, els segeju. Els portuguesos van recuperar Mombasa i hi van transferir la seu de la seva capitania que abans era a Malindi (1593). Van construir llavors el Fort de Jesús (pels suhailis Ngome = Fortificació) sota la direcció de l'arquitecte italià Giovanni Battista Cairati i amb mà d'obra local; el material fou corall; la construcció va durar del 1593 al 1596).

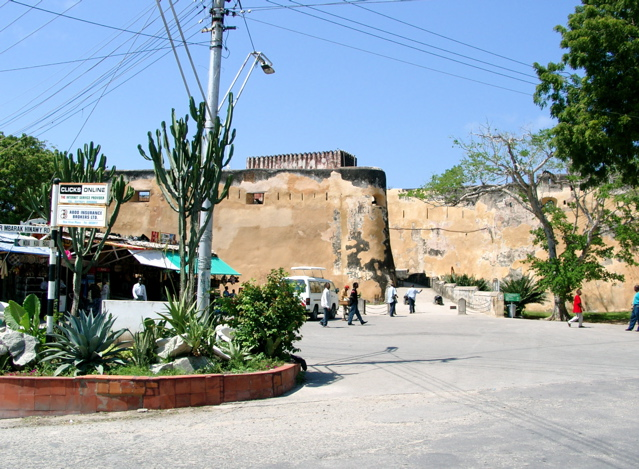
Fort Jesús

Just el 1593 es va extingir la dinastia shirazi i els portugueses van posar al tron a un altre sultà d'una dinastia també shirazi, que van portar de Malindi. Per un acord signat el 1594 l'illa es va dividir en dues parts, una pel sultà i una pels portuguesos, però la del primer no tenia accés a la mar; el 1596 la situació es va modificar i es va concedir el sultà una zona marítima a l'actual port de Kilindini, i un terç dels drets de duana. El sultà Ahmad va demanar permís per enviar naus comercials a la Xina i un vaixell cada any per portar peregrins a la Meca, i va demanar també la cessió de l'illa de Pemba, que li fou concedit, ocupant l'illa sense problemes a l'entorn del 1600. Va morir el 1609 i el va succeir el seu fill Hasan ben Ahmad, que va entrar en litigi amb els portuguesos a causa de Pemba; els portuguesos li van exigir deixar tot el seu estoc de cereals al fort Jesús i s'hi va negar, i va haver de fugir a Kilifi; va reconquerir breument Mombasa però va haver de tornar a fugir i fou assassinat a traïció. El seu germà Muhammad fou designat regent pels portuguesos fins a la majoria del fill Yusuf.
El 1597 els agustins havien obert una missió a Mombasa i Yusuf havia estudiat allí i ara era a Goa per rebre instrucció cristiana també amb els agustins.; fou batejat amb el nom de Jerònim Chingúlia (Jeronimo Chingulia) i va retornar a Mombasa el 1626, després de servir a la flota portuguesa, i abans de tornar es va casar a Goa amb una dona portuguesa i allí fou coronat solemnement; tot i el seu rang i religió, era insultat i humiliat pels capitans portuguesos i les seves queixes no foren escoltades. El 1631, amb el suport de les tribus paganes dels mozungulos es va revoltar i va assassinar al capità Pedro Leitao de Gamboa, un dels que l'havia insultat, cremant la ciutat portuguesa (que aleshores estava separada de la ciutat suahili) i obligà als portuguesos residents a refugiar-se al monestir dels agustins; al mateix temps va retornar a la fe islàmica i va agafar altre cop el nom de Yusuf; els religiosos i residents portuguesos (250 persones en total) van haver d'elegir entre l'islam o la mort; la majoria van preferir morir i anys després es va iniciar un procés per la seva canonització. En aquest moment es van produir altres revoltes menors a la costa però no hi ha elements per dir que estaven coordinades. El 1632 la flota portuguesa amb mil homes, va arribar des de Goa per recuperar Mombasa; la ciutat fou assetjada fins al maig del 1633, i finalment es va retirar; però davant un quasi segur nou atac portuguès, Yusuf es va retirar cap a la mar Roja on va seguir una carrera de pirateria; els habitants de Mombasa van fugir i els portuguesos van entrar en una vila buida (vers 1634); la revolta anti colonial i anti catòlica va acabar doncs força malament. En endavant ja no hi va haver més sultans.
El 1650 els portuguesos foren expulsats de Masqat, i poc després una delegació de Mombasa va demanar ajut al sultà d'Oman i durant uns quants anys els omanites van fer algunes incursions, però no per ajudar a les ciutats sinó per trencar el monopoli comercial portuguès del marfil a l'oceà Índic. Finalment el març del 1696 els omanites van assetjar el fort Jesús; els portugueses, van rebre el suport dels suahilis de Pate. Els portuguesos es van rendir el desembre del 1698 quan només quedaven onze defensors dels tres mil que hi havia el 1696. Els omanites van dominar llavors des de Tungi (al sud, a la vora del riu Rovuma) fins més al nord de Mombasa, establint governadors a Mombasa, Kilwa, Zanzíbar, Lamu i altres.
A causa dels conflictes interns els portuguesos van aprofitar per recuperar Mombasa, del 16 de març del 1728 al 26 de novembre de 1729 dirigits per Álvaro Caetano de Castro e Melo, però en foren expulsats per una revolta popular, i el domini omanita fou restaurat. En el segle i mig que va seguir i van haver actes puntuals de resistència al domini d'Oman.
Després del 1739 la família dels Mazrui va rebre el govern de la ciutat que fou hereditari; tenien residència a Fort Jesús; el 1746, després de l'enderrocament de la dinastia yarebita d'Oman a mans d'Ahmad ben Said dels Al-Busaid, els Mazrui van proclamar la seva independència, però van haver de reconèixer aviat la sobirania almenys nominal del sultà d'Oman. El 1815 van intentar altre cop fer-se independents i la tensió va existir fins al 9 de febrer de 1824 quan els habitants van demanar al capità britànic ancorat a la ciutat, William Fitzwilliam Wentworth Owen, de concedir el protectorat britànic. Owen el va concedir a títol provisional en l'esperança de què així podria combatre el comerç d'esclaus; el protectorat fou anul·lat el 1826 per Witheall doncs el govern britànic no volia entrar en litigi amb Oman, el territori del qual estava en la ruta cap a l'Índia. El 1827 el sultà Sayyid Said va visitar Mombasa com a sobirà però el poder local romania en mans dels Mazrui fins que el 1837 la seva funció passà a ser merament honorifica. El Fort Jesús fou rebatejat fort Isa ben Tarif. El 1856 va quedar dins les possessions del sultà de Zanzíbar en el repartiment dels estats de Sayyid Said.
El 25 de maig de 1887 el territori fou arrendat pel sultans de Zanzíbar a la Companyia Imperial Britànica de l'Àfrica Oriental que fou transferida al govern britànic l'1 de juliol del 1895 passant a formar part del Protectorat de l'Àfrica Oriental Britànica dins de l'Àfrica Oriental Britànica i Uganda, i Mombasa declarada territori britànic. El sultà va rebre una compensació (1897) i va cedir oficialment la ciutat als britànics el 1898. Esdevingué la capital del protectorat (posició que va conservar fins al 1905 que va ser traslladada a Nairobi) i el 1901 hi va arribar el ferrocarril d'Uganda les obres del qual s'havien iniciat el 1896.
Fou capital de la província de Seydie (1898-1920) i de la província Costanera (després de 1920). El març de 1942, els avions japonesos van dur a terme el raid de l'Oceà Índic, que va obligar la flota britànica a retirar-se del nord-est de l'oceà Índic i traslladar-se a una nova base a Mombasa.
El 28 de novembre de 2002 un suïcida es va immolar enfront d'un hotel de capital jueu a Mombasa (Paradise Hotel) matant tres israelites i 10 kenyans; uns minuts abans havia fracassat l'intent de fer caure un avió de la Israel Airlines (un Boeing 757 turístic) amb míssils terra-aire.

## Governants
Capitans portuguesos
- 1593 - 1596 Mateus Mendes de Vasconcellos
- 1596 - 1598 António Godinho de Andrade
- 1598 - 1606 Rui Soares de Melo
- 1606 - 1609 Gaspar Pereira
- 1609 - 1610 Pedro Gomes de Abreu
- 1610 - 1614 Manuel de Melo Pereira
- 1614 - 1620 Simão de Melo Pereira
- 1620 - 1625 Francisco de Sousa Pereira
- 1625 - 1629 Marçal de Macedo
- 1629 - 1631 Pedro Leitao de Gamboa
- 1631 - 1634 Yusuf bin Hasan, Sultà, de nom cristà Jeròmin Chingúlia
- 1632 - 1635 Pedro Rodriuges Botelho
- 1635 - 1639 Francisco de Seixas Cabreira
- 1639 - 1642 Martim Afonso Manuel
- 1643 - 1646 Manuel de Sousa Coutinho
- 1646 - 1648 Diogo de Barros da Silva
- 1648 - 1651 António da Silva de Meneses
- 1651 - 1653 Francisco de Seixas Cabreira (segona vegada)
- 1653 - 1658 Desconegut
- 1658 - 1663 José Botelho da Silva
- 1663 - 1667 Manuel de Campos
- 1667 - 1670 João Santos? Cota
- 1671 - 1673 João Homem da Costa
- 1673 - 1676 Manuel de Campos Mergulhão
- 1676 - 1679 Francisco Morais de Faria
- 1679 - 168? Manuel Teixeira Franco
- 168? - 168? Pedro Taveira Henriques
- 1682 - 1686 Leandro da Costa
- 1686 - 1688 João Antunes Portugal
- 1688 - 169? Duarte Figueiredo de Melo
- 1693 - 1694 Pascoal de Abreu Sarmento
- 1694 - 1696 João Rodrigues Leão
- 1696 - 1697 Antonio Mogo de Melo
- 1697 - 1698 Dau, príncipe de Faza
- 1697 - 1698 José Pereira de Brito (no va arribar a prendre possessió)
- 1698 Leandro Barbosa Souto-maior

Liwalis
- 1698 - 1728 Nasr ben Abdallah al-Mazrui
- Ocupació portuguesa, capità major del 16 de març del 1728 al 26 de novembre de 1729 Álvaro Caetano de Castro e Melo
- 1730 - 1731 Muhammad ibn Said al-Ma'amri
- 1735 - 1739 Salih ibn Muhammad al-Hadrami
- 1739 - 1745 Muhammad ibn Uthman al-Mazrui
- 1746 - 1747 Sayf ibn Khalaf

Sultans
- 1747 - 1755 Ali ben Uthman al-Mazrui
- 1755 - 1779 Masud ben Naisr al-Mazrui
- 1779 - 1782 Abdallah ben Muhammad al-Mazrui
- 1782 - 1812 Ahmad ben Muhammad al-Mazrui
- 1812 - 1823 Abd Allah ben Ahmad al-Mazrui
- 1823 - 1826 Sulayman ben Ali al-Mazrui

Comandants britànics
- 9 de febrer de 1824 a 13 de febrer de 1824 William Fitzwilliam Wentworth Owen
- 13 de febrer de 1824 - 29 de maig de 1824 John James Reitz
- 29 de maig de 1824 - setembre de 1824 Phillips (interí)
- Setembre de 1824 - 25 de juliol de 1826 James B. Emery (interí)

Liwalis
- 1826 - 1835 Salim ben Ahmad al-Mazrui
- 1835 - 1836 Nasur ben Ahmad al-Mazrui
- 1836 - 1837 Rashid ben Salim al-Mazrui
- 1837 - 1837 Khamis ben Rashid al-Mazrui
- A Oman 1837
- 1837 - 1860 Abdallah ben Khamish al-Mazrui (a Takaungu)
- 1860 - 1873 Mubarrak ben Rashid al-Mazrui (a Gazi, abans rebel a Gazi de 1837 a 1860)
- 1873 - 1895 Rashid ben Khamish al-Mazrui (a Takaungu i Gazi?)